# Cratere Bobillier
Bobillier è un cratere lunare di 6,04 km situato nella parte nord-orientale della faccia visibile della Luna.